# Грандес, Альмудена
Альмуде́на Гра́ндес Эрна́ндес (исп. Almudena Grandes Hernández; 7 мая 1960[…], Мадрид[…] — 27 ноября 2021, Мадрид) — испанская писательница.

## Биография
Альмудена Грандес изучала географию и историю в Университете Комплутенсе в Мадриде. Занималась написанием статей для энциклопедических изданий. Дебютный эротический роман Грандес «Возрасты Лулу» был переведён на двадцать языков и получил мировое признание. Следующим значительным успехом писательницы стал роман «Малена». Грандес — лауреат Премии Хулиана Бестейро и премии «Вертикальная улыбка» издательства «Тускетс».
Вела колонку в популярной газете El País. Сторонница левых политических взглядов, поддерживала коалицию «Объединённые левые».
Муж — поэт и эссеист Луис Гарсиа Монтеро.
Имя писательницы носит новая муниципальная библиотека в городе Асукека-де-Энарес.
Умерла 27 ноября 2021 года от рака, похоронена на Мадридском гражданском кладбище.

## Сочинения
- «Возрасты Лулу» / Las edades de Lulú 1989; одноимённая экранизация (1990, кинорежиссёр Бигас Луна, номинация на премию «Гойя» за лучший сценарий)
- «Я назову тебя Пятницей» / Te llamaré Viernes, 1991
- «Любовь в ритме танго» / Malena es un nombre de tango, 1994; экранизирован
- Атлас человеческой географии / Atlas de Geografia Humana, 1998; экранизирован
- «Замки из картона» / Castillos de cartón, 2004; экранизирован
- Ледяное сердце / El corazón helado, 2007
- Инес и счастье / Inés y la alegría, 2010 (1-й роман в серии «Эпизоды бесконечной войны» (исп.)[12], премия Элены Понятовской, Хуаны Инес де ла Крус)
- Читатель Жюля Верна / El lector de Julio Verne, 2012 (2-й роман в серии «Эпизоды бесконечной войны»)
- Три свадьбы Манолиты / Las tres bodas de Manolita, 2014 (3-й роман в серии «Эпизоды бесконечной войны»)
- Поцелуи на хлебе / Los besos en el pan, 2015
- Пациенты доктора Гарсии / Los pacientes del Doctor García, 2017 год (4-й роман в серии «Эпизоды бесконечной войны», премия Nacional de Narrativa 2018 года (исп.)[13])
- Мать Франкенштейна / La madre de Frankenstein, 2020 (5-й роман в серии «Эпизоды бесконечной войны»[14])

## Публикации на русском языке
- Любовь в ритме танго. М.: АСТ, 2009